# Brasil Open 2001
Brasil Open 2001 — тенісний турнір, що проходив на відкритих кортах з твердим покриттям у Салвадорі (Бразилія). Належав до серії International в рамках Туру ATP 2001, а також до серії Tier II в рамках Туру WTA 2001. Тривав з 10 до 16 вересня 2001 року.

## Фінальна частина

### Одиночний розряд, чоловіки
Ян Вацек —  Фернандо Мелігені 2–6, 7–6(7–2), 6–3
- Для Вацека це був єдиний титул за сезон і 1-й — за кар'єру.

### Одиночний розряд, жінки
Моніка Селеш —  Єлена Докич 6–3, 6–3
- Для Селеш це був 2-й титул за сезон і 55-й — за кар'єру.

### Парний розряд, чоловіки
Енцо Артоні /  Даніел Мело —  Гастон Етліс /  Брент Гейгарт 6–3, 1–6, 7–6(7–5)
- Для Артоні це був єдиний титул за сезон і 1-й — за кар'єру. Для Мело це був єдиний титул за сезон і 1-й — за кар'єру.

### Парний розряд, жінки
Аманда Кетцер /  Лорі Макніл —  Ніколь Арендт /  Патрісія Тарабіні 6–7(8–10), 6–2, 6–4
- Для Кетцер це був 3-й титул за сезон і 17-й — за кар'єру. Для Макніл це був 2-й титул за сезон і 43-й — за кар'єру.